# Liporrhopalum gibbosae
Liporrhopalum gibbosae är en stekelart som beskrevs av Hill 1967. Liporrhopalum gibbosae ingår i släktet Liporrhopalum och familjen fikonsteklar.
Artens utbredningsområde är Taiwan. Inga underarter finns listade i Catalogue of Life.